# Bostadshuset Albatross

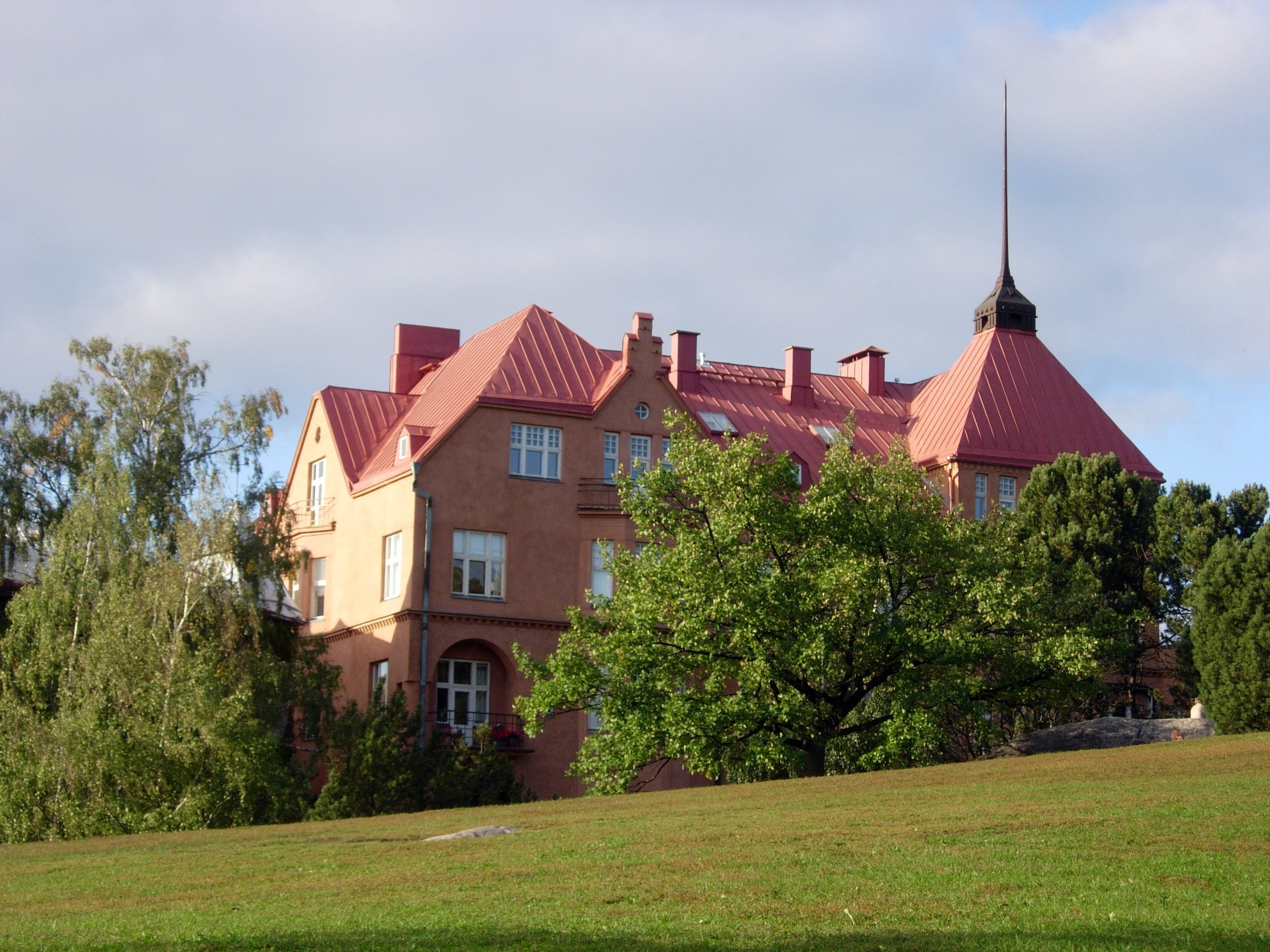
Puolalaparken, med Albatross i bakgrunden

Albatross är ett bostadshus i jugendstil ritat av Frithiof Strandell. Huset från år 1910 finns vid den centralt belägna Puolalaparken, i ett av de mest välbevarade jugendområdena i Åbo. Huset kallas ofta för Konstnärernas hus tack vare den stora mängd kända konstnärer som verkat i huset under årens lopp.